# Moldova (řeka)
Moldova (rumunsky Râul Moldova) je řeka v Rumunsku (Suceava, Neamț). Je to pravý přítok Siretu (povodí Dunaje). Je 205 km dlouhá. Povodí má rozlohu 4300 km².

## Průběh toku
Pramení ve Východních Kapatech. Na horním toku teče v úzké a hluboké dolině. Níže se říční údolí rozšiřuje na 3 až 5 km

## Vodní režim
K nejvyšším vodním stavům dochází na jaře, v létě voda opadá. Zamrzá v zimě na 2 až 3 měsíce.

## Města
Vodní doprava není možná. Po řece se splavuje dřevo. Nedaleko ústí leží město Roman